# Leon Ehrenpreis
Leon Ehrenpreis (* 22. Mai 1930 in Brooklyn; † 16. August 2010 ebenda) war ein US-amerikanischer Mathematiker, der sich mit Analysis beschäftigte.

## Leben und Wirken
Ehrenpreis besuchte die Stuyvesant High School in New York City und studierte Mathematik am City College of New York (Bachelor 1950) sowie an der Columbia University, wo er 1951 seinen Master-Abschluss machte und 1953 bei Claude Chevalley promoviert wurde (Theory of distributions in compact spaces). Als Post-Doktorand war er 1953/54 Instructor an der Johns Hopkins University und 1954 bis 1957 am Institute for Advanced Study. Ab 1957 war er Associate Professor an der Brandeis University und ab 1959 an der Yeshiva University. 1962 bis 1968 war er Professor am Courant Institute of Mathematical Sciences of New York University und danach Professor an der Yeshiva University. Er war seit 1984 Professor an der Temple University.
Er befasste sich mit partiellen Differentialgleichungen, Distributionen, automorphen Funktionen, mehreren komplexen Variablen und die Radon-Transformation. Er ist bekannt für den Satz von Malgrange-Ehrenpreis, dass Differentialgleichungen mit konstanten Koeffizienten eine Greensche Funktion besitzen, bewiesen 1954 von Ehrenpreis und Bernard Malgrange.  1960 kündigte er einen Satz an, der als Fundamentalprinzip von Ehrenpreis und Palamodov bekannt wurde und die Darstellbarkeit der Lösungen von Systemen von polynomialen partiellen Differentialoperatoren mit konstanten Koeffizienten durch eine verallgemeinerte Fouriertransformation zeigt.
Ehrenpreis war seit 1961 verheiratet und hatte acht Kinder. Er nahm von 1970 bis 2007 regelmäßig am New-York-City-Marathon teil.
Neben seiner Tätigkeit als Mathematiker war er ein Talmud-Gelehrter und Rabbiner, ein Schüler von Rabbi Moshe Feinstein (1895–1986), den er bis zu dessen Tod 1986 in wissenschaftlichen Fragen beriet.
Zu seinen Doktoranden zählen Carlos Berenstein und Carlos J. Moreno.

## Schriften
- Fourier analysis in several complex variables, Wiley 1970, Dover 2006
- The universality of the Radon Transform, Oxford, Clarendon Press 2003